# Венера Есквілінська
Вене́ра Есквілі́нська (італ. Venere esquilina) — давньоримська мармурова статуя жінки, яка заплітає коси. Виконана у масштабі, дещо меншим за натуральну величину.

## Історія
Знайдена у 1874 році у Римі на Площі Данте (Piazza Dante) на Есквілінському пагорбі під час масштабного будівництва у центрі міста, пов'язаного з проголошенням його столицею щойно об'єднаної Італії. Можливо, знахідка пов'язана з місцем колишніх «Садів Ламнія», багатим на скульптурні артефакти: саме тут раніше були знайдені «Діти Ніоби», «Лаокоон та його сини», погруддя імператора Коммода в образі Геракла і «Дискобол» (у 1885 році тут був знайдений ще і «Борець із Квірінала»). Статуя потрапила до зібрання Капітолійських музеїв, де перебуває донині. Звичайним місцем експозиції є музей Centrale Montemartini.
За стилем виконання Есквілінська Венера є зразком «еклетичної» неоаттичної школи скульптора Пасітеля (Πασιτέλης), яка поєднувала елементи різних інших шкіл — ідею оголеної жіночої форми Праксітеля; обличчя, м'язистий торс і маленькі високі груди суворого стилю V ст. до н. е.; стулені стегна, притаманні елліністичним скульптурам.
Руки статуї втрачені, ймовірно, після падіння з п'єдесталу у часи, коли парк із занепадом античної культури був занедбаний. На відміну від «Венери Медічі» руки Венери Есквілінської так і не були відреставровані. Втім, у численних варіацій на тему цієї скульптури руки присутні.

## Опис

Л. Альма-Тадема Модель скульптора, 1877

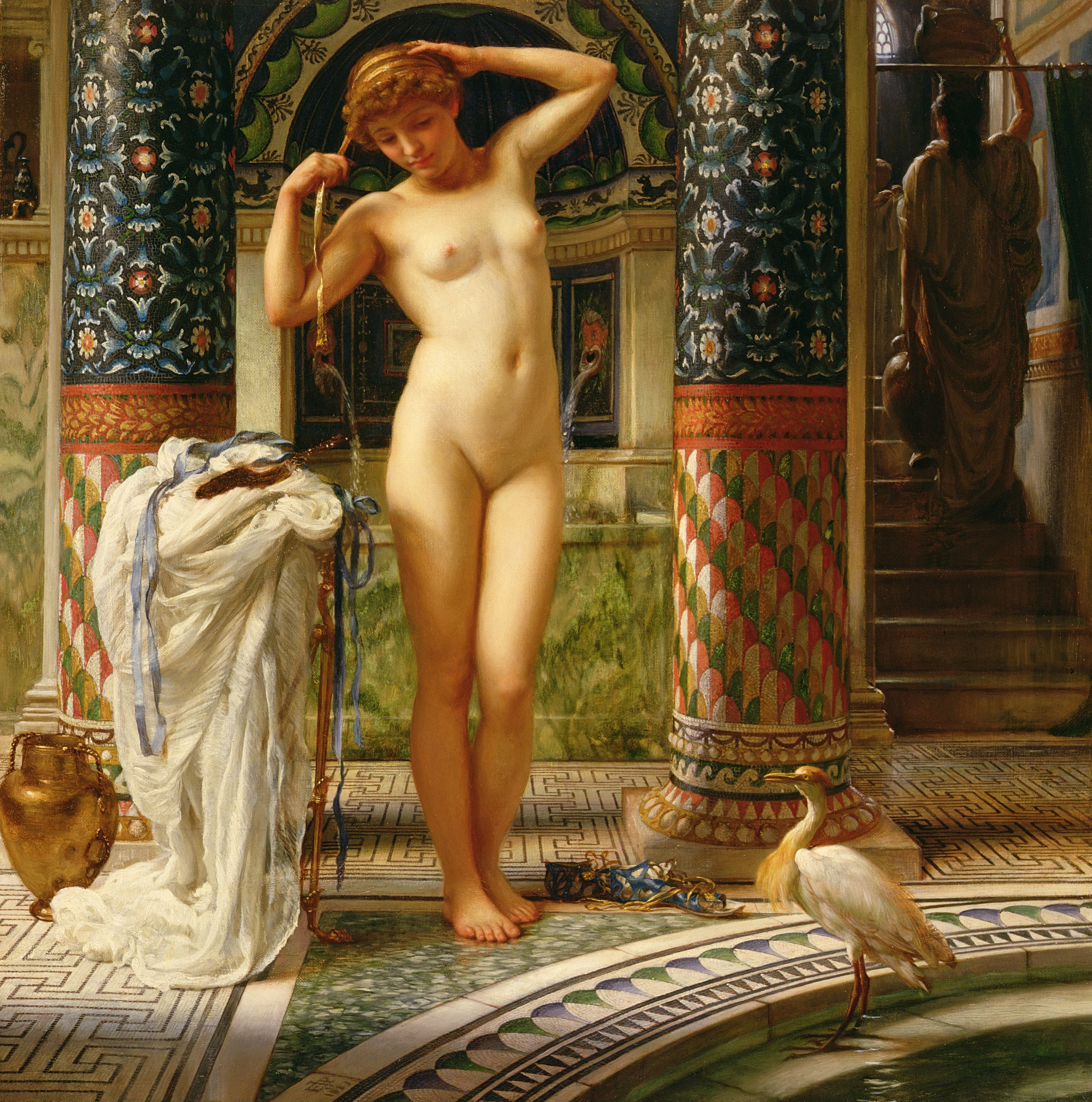
Е. Пойнтер Діадумена, 1884

Нема однозначної думки, кого зображує ця статуя. Одні вважають її зображенням Венери (можливо, типом «Афродіта Анадіомена» — «виходяча з моря»), інші — фігурою смертної жінки, яка зав'язує пов'язку (жіночою версією «Діадумена»).
Італійський історик Лічиніо Глорі (Licinio Glori) виказав у 1955 році припущення, що «Венера» — це зображення давньоєгипетської богині Ізіди чи портрет цариці Клеопатри VII. Підтвердженням тому є зображення кобри на посуді праворуч статуї, яку тлумачать у цьому разі як священний урей єгипетських фараонів.
У 1994 році інший італійський дослідник, Паоло Морено (Paolo Moreno) вивчив скульптурні портрети Клеопатри з музеїв Берліна і Ватикану, а також її зображення на монетах. Порівнявши їх з рисами Венери Есквілінської, він дійшов висновку, що між ними існує деяка схожість.

Британський письменник й історик мистецтва К. М. Кларк стверджує, що пропорції «Венери» не збігаються з ідеалами класичного періоду: 
|  | Проте вона бажана, компактна, пропорційна, у дійсності її пропорції розраховані за простою математичною шкалою. Одиниця вимірювання — голова. Зріст її становить сім голів, відстань між грудьми, від грудей до пупка, і від пупка до промежини — одна голова |

.
На думку іншого дослідника «Есквілінська Венера — аномальний витвір, бо тіло змодельоване з любострастям, що майже виходить за межу, яка відділює оголену натуру від просто голої, голова виконана з архаїчною важкістю, у стилі першої половини V століття».

## Наслідування
Протягом десятиліття після відкриття статуї з'явилося одразу кілька витворів, створених під її враженням. Найвидатнішими слід визнати «Модель скульптора» сера Л. Альма-Тадеми (1877) і «Діадумену» Е. Пойнтера (1884). Обидві зображують жінку зі стрічкою, якою вона зав'язує волосся (як у статуй типу «Діадумен»). Перша готується позувати скульптору, друга — до купання. Пойнтер вважав, що його графічна реконструкція фігури є найправильнішою: на потилиці статуї помітні залишки мізинця лівої руки. Він припустив, що її ліва рука тримала волосся, у той час як права накручувала стрічку. Примітно, що тепер у музеї Centrale Montemartini Венеру зазвичай експонують перед «басейном» (скляною поверхнею), щоб підкреслити це її тлумачення як купальниці.

## Інше
У Луврі зберігається жіночий торс, аналогічний за стилем і будовою Венері Есквілінській. На думку К. М. Кларка він являє собою, як і «Венера», копію ІІ століття незбереженого давньогрецького бронзового оригіналу.

## Галерея

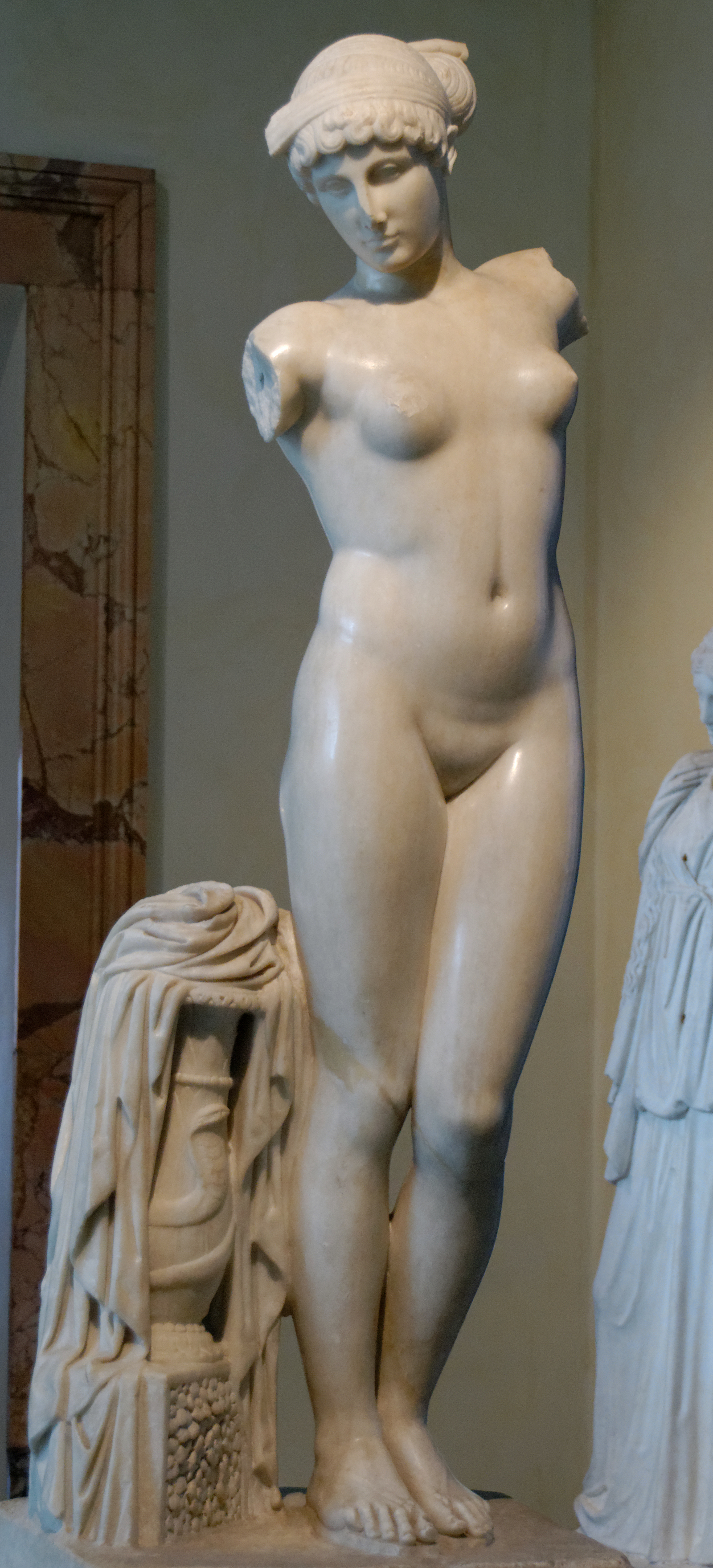
Вигляд спереду
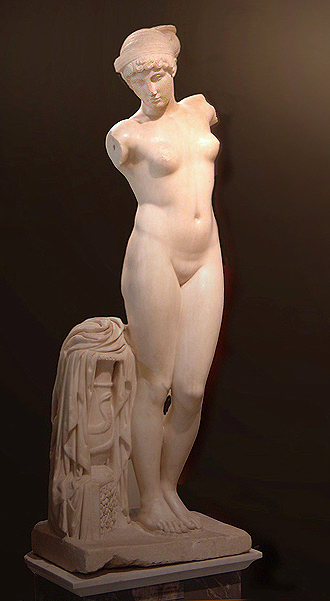
Вигляд спереду
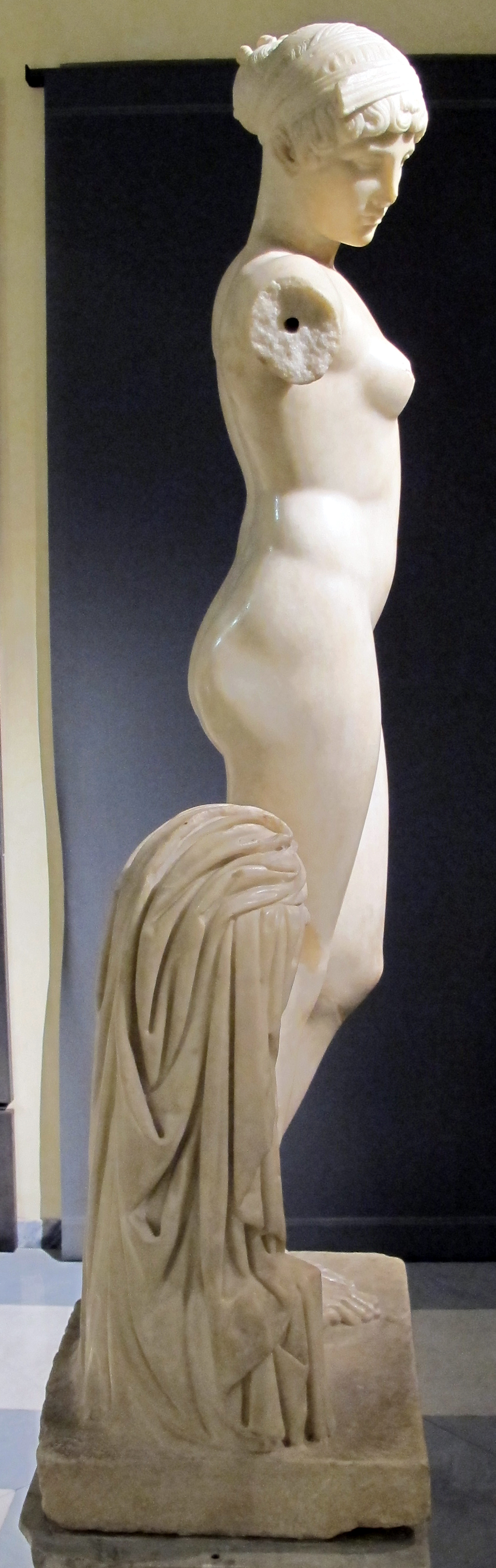
Вигляд справа
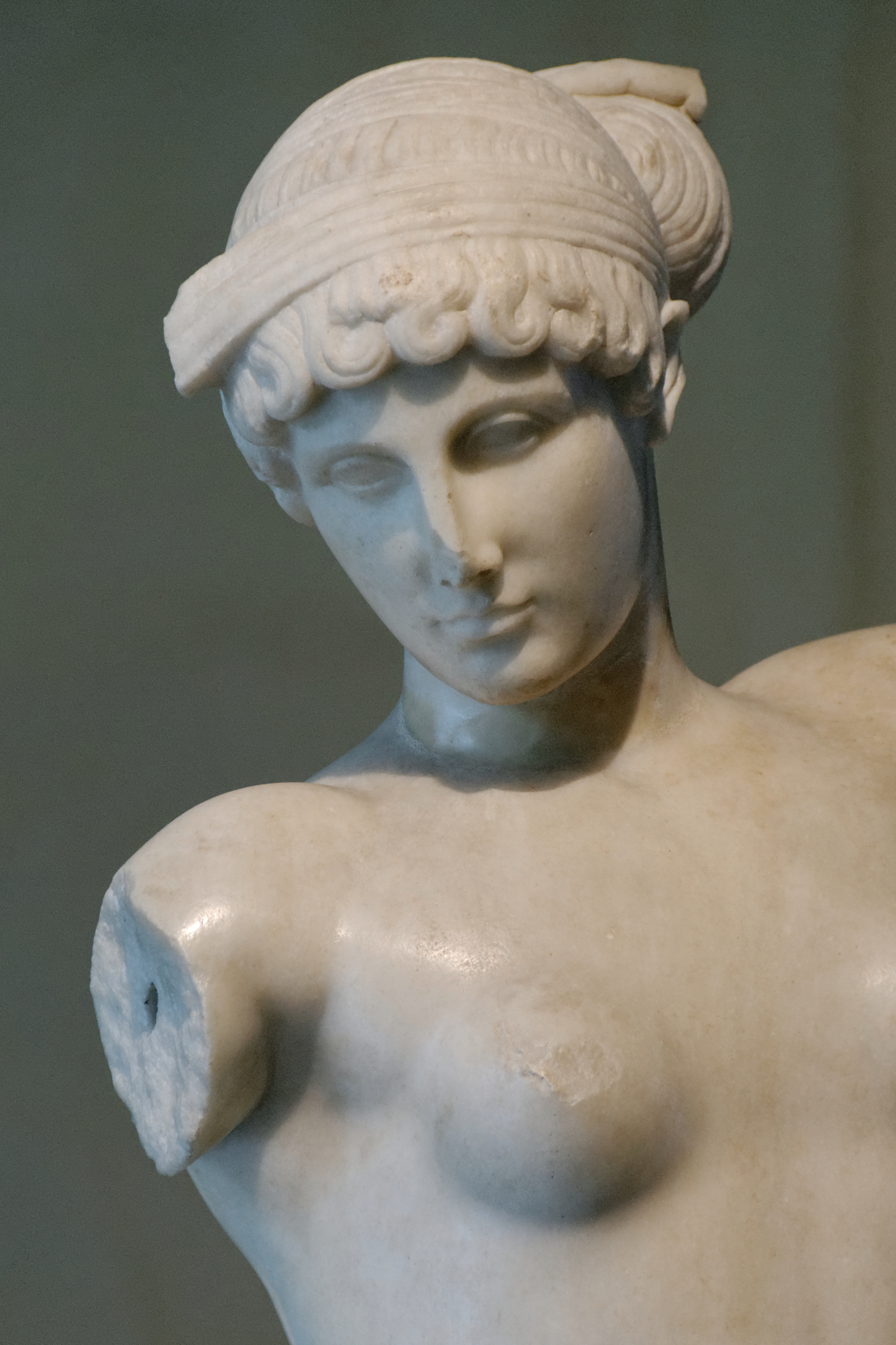
Голова
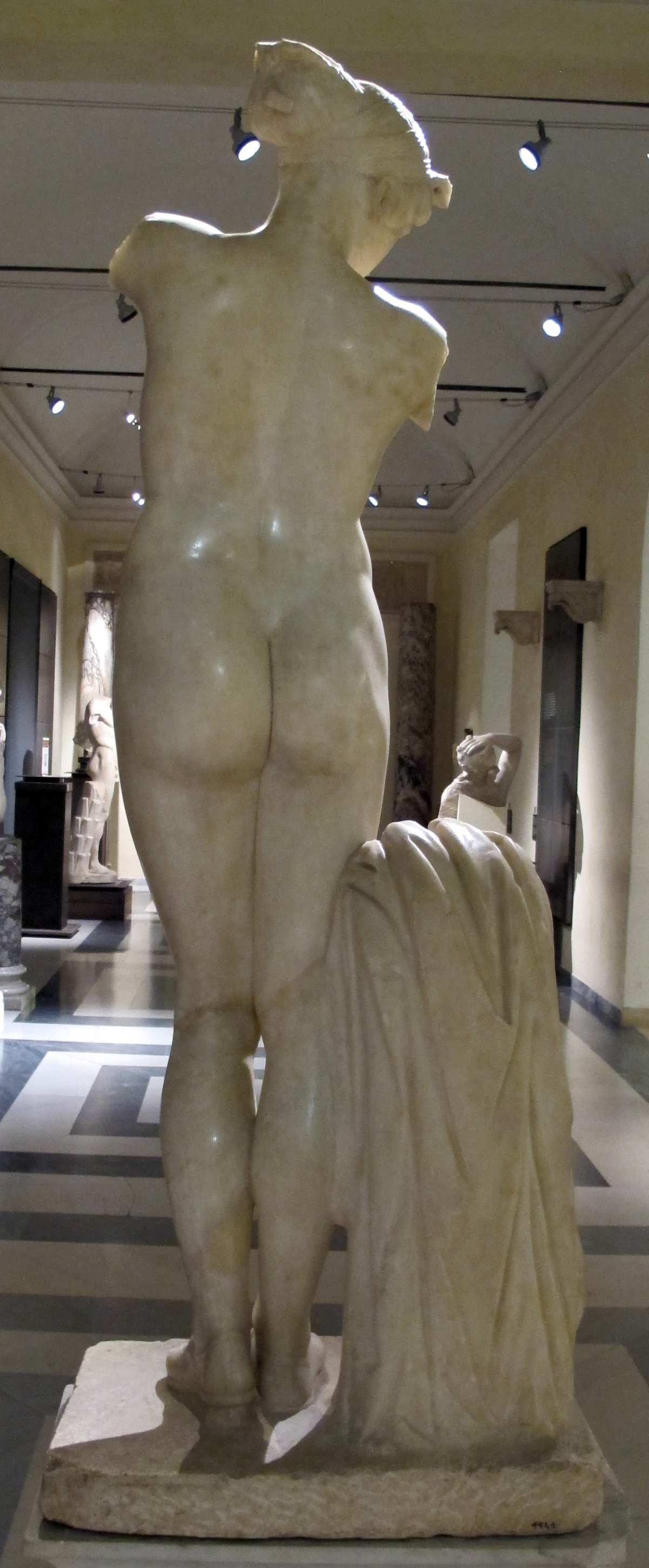
Вигляд ззаду
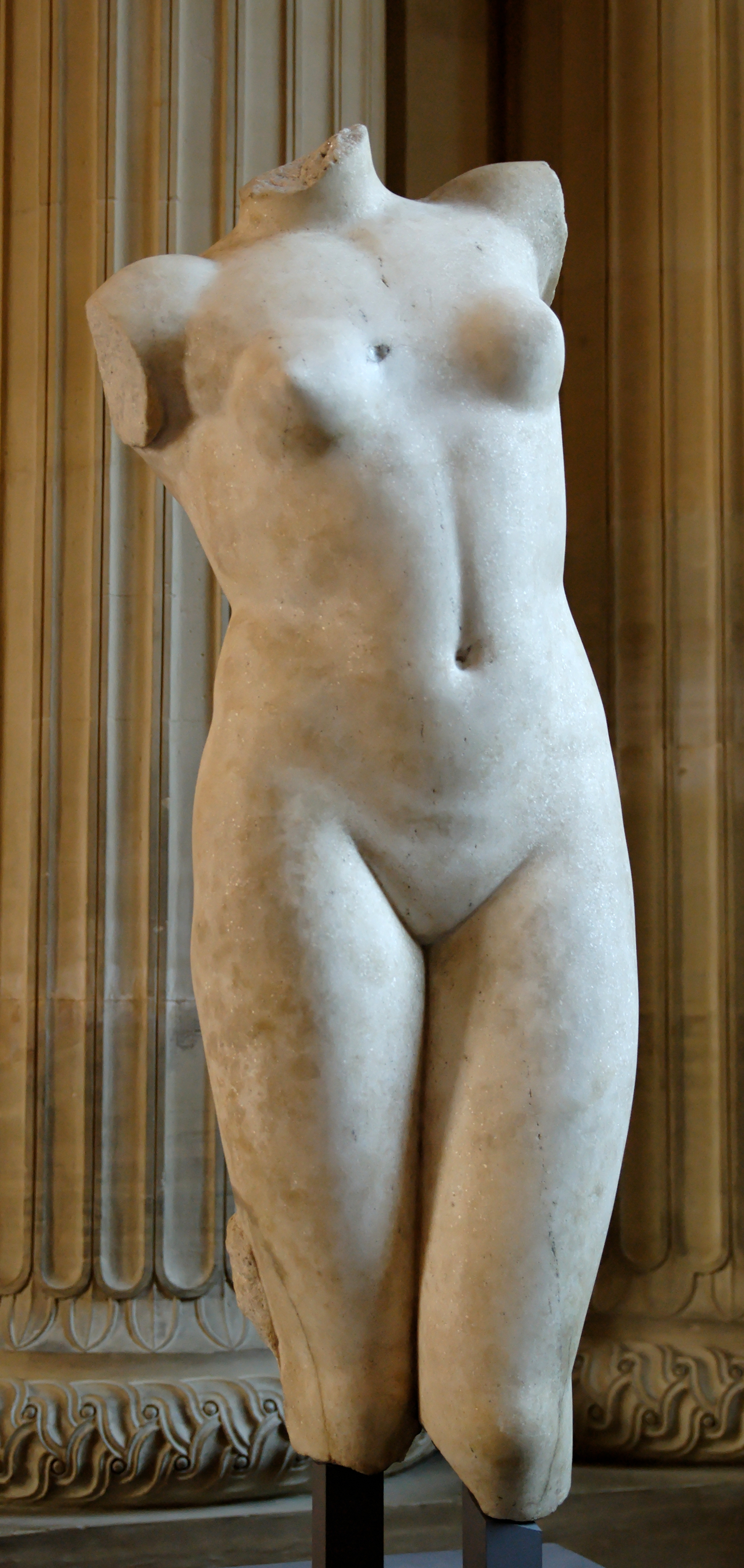
Торс з Лувру. ІІ ст. н. е.
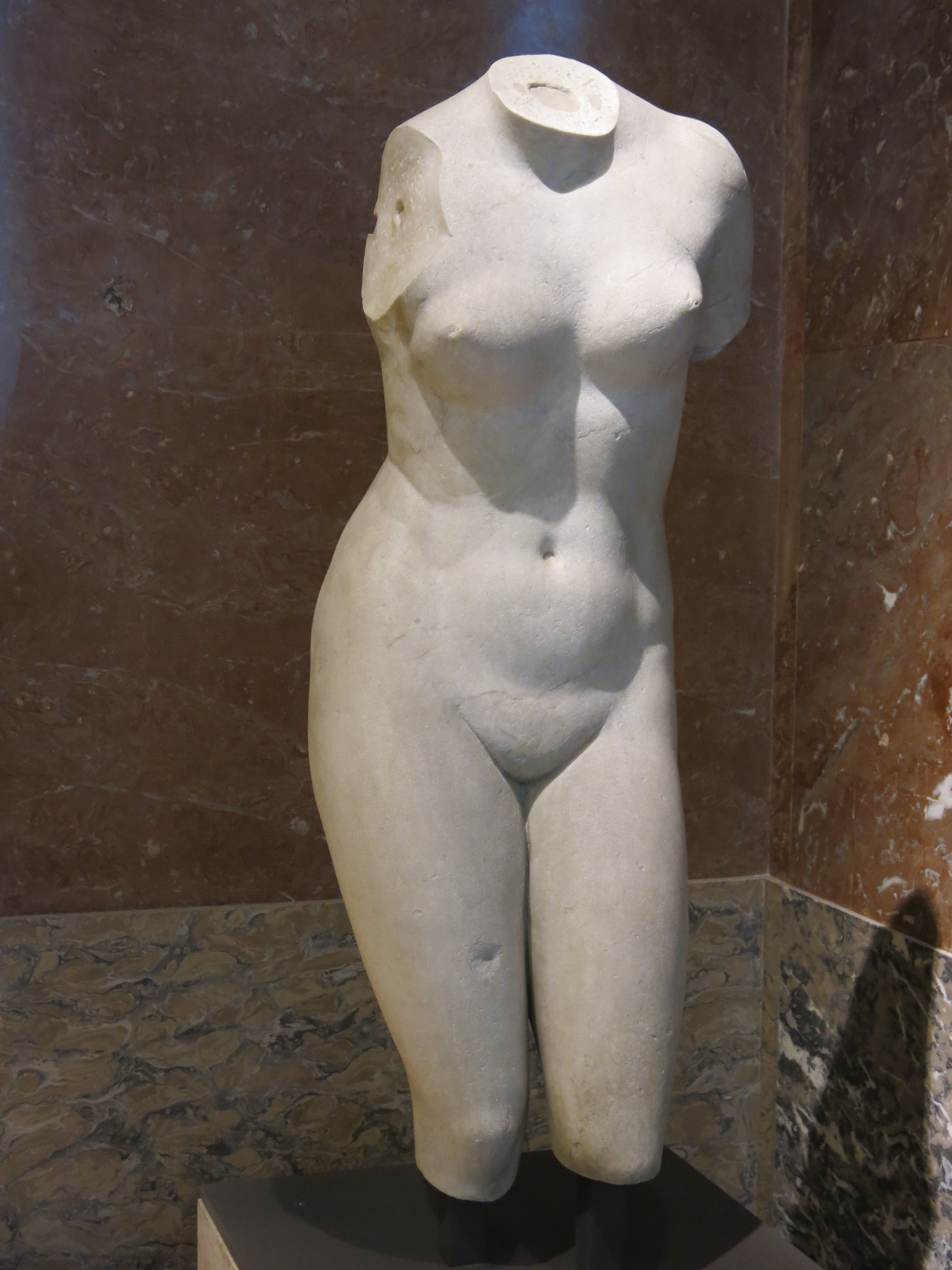
Торс з Лувру

### Чи це зображення Клеопатри?
- Das Gesicht der Göttin., 16.10.2006, Der Spiegel. Hamburg 2006, 42, S. 181
- Berthold Seewald, So sah Kleopatra wirklich aus, Die Welt, 26 October 2006 (нім.)  [Архівовано 16 липня 2011 у Wayback Machine.]
- Bernard Andreae, Dorothea Gall, Günter Grimm, Heinz Heinen et al., «Kleopatra und die Caesaren», hrsg. von Ortrud Westheider, Karsten Müller (2006: Munich, Hirmer Verlag)
- Cleo Uncovered (exhibition review of «Cleopatra and the Caesars»), Current World Archaeology 20, pages 42–43